# Хоэнлаймбах
Хоэнлаймбах (нем. Hohenleimbach) — община в Германии, в земле Рейнланд-Пфальц. 
Входит в состав района Арвайлер. Подчиняется управлению Брольталь.  Население составляет 371 человек (на 31 декабря 2010 года). Занимает площадь 10,17 км².